# José Cardoso Pires
José Cardoso Pires fue un escritor portugués autor de relatos breves, novelas, obras de teatro y sátiras políticas.

## Orígenes e influencias
Nació en la villa de São João do Peso, municipio de Vila de Rei, en el distrito de Castelo Branco. 
Aunque nacido en provincias, Cardoso Pires fue un hombre de Lisboa, su lenguaje y los espacios en los que ambienta sus novelas y relatos dan fe de ello.
Gran parte de su familia paterna emigró a Massachusetts y esa vaga conexión con América parece ser una de las primeras razones por las que Cardoso Pires fue receptivo a los estilos literarios norteamericanos, en el tiempo en el que los autores portugueses se fijaban en Francia para obtener modelos narrativos (esto también ocurría en Brasil, aunque en menor grado).
En un documental producido por la televisión portuguesa, Cardoso Pires describe cómo de pequeño iba al cine y cómo ese hecho influyó en sus dotes de contador de historias. Explica cómo después de ver las películas se las contaba a sus compañeros de clase (práctica muy común entre los jóvenes de aquella época). En ese documental también habla de la creación de los cinceclubes, asociaciones de cinéfilos y de cómo contribuyeron a la educación  política y social de mucha gente.
Cardoso Pires estudió matemáticas en la Universidad de Lisboa, donde publicó sus primeros relatos breves. Poco después dejó los estudios para enrolarse en la marina mercante, de la que fue expulsado por "problemas de disciplina".

## Años de escritura
Un tiempo más tarde Cardoso Pires decidió dedicarse plenamente a la escritura. 
Impartió clases literatura portuguesa y brasileña en el King's College de Londres.
En 1995 sufrió una isquemia cerebral, experiencia que le llevó a escribir su última novela De profundis, Valsa Lenta. Murió de otro ataque de apoplejía en 1998.

## Adaptaciones al cine
- Balada da praia dos cães. director José Fonseca e Costa
- Casino Oceano. Adaptación del relato breve "Week-End". director Lauro António
- O Delfim. director Fernando Lopes
- A Rapariga dos Fósforos. Adaptación de la historia "Dom Quixote, as Velhas Viúvas e a Rapariga dos Fósforos". director Luís Galvão Teles
- Ritual dos Pequenos Vampiros. Adaptaciónd el ralato breve "Jogos de Azar". director Eduardo Geada

## Premios

### Al autor
- Prémio Internacional União Latina, Roma, 1991
- Astrolábio de Ouro do Prémio Internacional Ultimo Novecento, Pisa, 1992
- Prémio Bordalo de Literatura da Casa da Imprensa, 1994
- Prémio Bordalo de Literatura da Casa da Imprensa, 1997
- Prémio Pessoa, 1997
- Grande Prémio Vida Literária da Associação Portuguesa de Escritores, 1998

### A las obras
- Prémio Camilo Castelo Branco, de la Sociedade Portuguesa de Escritores, 1964 (El huésped de Job)
- Grande Prémio de Romance e Novela, de la Associação Portuguesa de Escritores, 1982 (Balada de la playa de los perros)
- Prémio Especial da Associação dos Críticos do Brasil, São Paulo, 1988 (Alexandra Alpha)
- Prémio D. Diniz, da Fundação Casa de Mateus, 1997 (De Profundis)
- Prémio da Crítica do Centro Português da Associação Internacional de Críticos Literários, 1997 (De Profundi)